# Walter Moyano
Walter Moyano (nascido em 26 de dezembro de 1933) é um ex-ciclista uruguaio. Representou sua nação em duas provas nos Jogos Olímpicos de 1956.